# 이종철 (1944년)
이종철(李鍾喆, 1944년 3월 23일 ~ , 부산광역시 남구)은 대한민국의 정치인이다. 전직 부산 남구청장이기도 하다.

## 학력
- 대연초등학교(1950년 3월 ~ 1956년 2월)
- 부산중학교(1956년 3월 ~ 1959년 2월)
- 경남고등학교(1959년 3월 ~ 1962년 2월)
- 부산대학교 공과대학 화공학과(1964년 ~ 1969년)

## 경력
- 용호초등학교 육성회장
- 용문중학교 운영위원회 지역위원
- (현)대연초등학교 총동창회 고문
- 경남중·고등학교 총동창회 이사
- 경남중·고등학교 용호지역 동창회장
- (현)부산대학교 총동창회 선임 부회장
- 용호1동 주민자치위원회 고문
- 용호 향우회장
- 부산은행 용호동지점 명예지점장
- (사단법인)용호지역 발전협의회장
- 부산광역시 오륙도 여상합창단 후원회원
- 부산 남구 여성정책 위원회 위원
- 부산 남구 통합방위 협의회 위원
- 민주평화통일 부산남구 협의회 부회장
- 부산광역시의회 보사환경위원장
- 3~4대 부산광역시의회 의원(1998년 7월 ~ 2006년, 한나라당)
- 부산광역시 수도요금 조정위원회 위원장
- 부산광역시의회 지방분권 특별위원회 위원장
- 부산 지방 분권 특별위원회 공동위원장
- 부산광역시의회 예산결산 특별위원회 위원장
- 부산광역시 보육위원회 위원장
- 부산광역시 수돗물 수질평가위원회 위원
- 부산광역시의회 여성특별위원회 위원
- 부산광역시의회 공기업조사 특별위원회 위원
- 한나라당 남구지구당 부위원장
- 제18~20대 민선 부산 남구청장(2006.07 ~ 2018.06, 새누리당)

## 역대 선거 결과
|  | 66.18% |

|  | 0% |

|  | 67.98% |

|  | 0% |

|  | 42.85% |